# José Ojeda
José Manuel Ojeda Sarmiento (Las Palmas de Gran Canaria, Las Palmas, España, 3 de diciembre de 1974), conocido como José Ojeda, es un exfutbolista profesional español.

## Trayectoria
Formado en las categorías inferiores de la AD Huracán y la UD Las Palmas, debuta en la Segunda División B en el año 1995 con la UD Gáldar, donde estuvo tres años. En el verano del año 1998 recibe una oferta del Elche CF, y firma por dos temporadas. 
Los problemas de adaptación hacen que pida una cesión a un equipo de Gran Canaria, siendo el Universidad de Las Palmas de Gran Canaria CF (que acababa de ascender de Tercera división) su destino. En su segunda temporada consigue ascender a la Segunda División, consiguiendo así su mayor logro deportivo. Desde ese entonces sigue vinculado al Universidad, donde es uno de los jugadores históricos del club.

## Clubes y estadísticas
- Actualizado el 21 de noviembre de 2010.[2]

| Club                                         | País   | Temporada | Competición        | Partidos | Goles |
| -------------------------------------------- | ------ | --------- | ------------------ | -------- | ----- |
| UD Gáldar                                    | España | 1995-1996 | Segunda División B | 31       | 0     |
| UD Gáldar                                    | España | 1996-1997 | Segunda División B | 35       | 1     |
| UD Gáldar                                    | España | 1997-1998 | Segunda División B | 35       | 1     |
| Universidad de Las Palmas de Gran Canaria CF | España | 1998-1999 | Segunda División B | 33       | 3     |
| Universidad de Las Palmas de Gran Canaria CF | España | 1999-2000 | Segunda División B | 35       | 5     |
| Universidad de Las Palmas de Gran Canaria CF | España | 2000-2001 | Segunda División   | 21       | 1     |
| Universidad de Las Palmas de Gran Canaria CF | España | 2001-2002 | Segunda División B | 29       | 3     |
| Universidad de Las Palmas de Gran Canaria CF | España | 2002-2003 | Segunda División B | 35       | 6     |
| Universidad de Las Palmas de Gran Canaria CF | España | 2003-2004 | Segunda División B | 36       | 5     |
| Universidad de Las Palmas de Gran Canaria CF | España | 2004-2005 | Segunda División B | 34       | 0     |
| Universidad de Las Palmas de Gran Canaria CF | España | 2005-2006 | Segunda División B | 35       | 1     |
| Universidad de Las Palmas de Gran Canaria CF | España | 2006-2007 | Segunda División B | 34       | 3     |
| Universidad de Las Palmas de Gran Canaria CF | España | 2007-2008 | Segunda División B | 36       | 1     |
| Universidad de Las Palmas de Gran Canaria CF | España | 2008-2009 | Segunda División B | 23       | 2     |
| Universidad de Las Palmas de Gran Canaria CF | España | 2009-2010 | Segunda División B | 16       | 6     |
| Universidad de Las Palmas de Gran Canaria CF | España | 2010-2011 | Segunda División B | 0        | 0     |